# Mitrapolymorphina
Mitrapolymorphina es un género de foraminífero bentónico considerado un sinónimo posterior de Francuscia de la subfamilia Polymorphininae, de la familia Polymorphinidae, de la superfamilia Polymorphinoidea, del suborden Lagenina y del orden Lagenida. Su especie-tipo era Frankia cernuata. Su rango cronoestratigráfico abarcaba el Holoceno.

## Discusión
Clasificaciones previas incluían Mitrapolymorphina en la superfamilia Nodosarioidea.

## Clasificación
Mitrapolymorphina incluía a la siguiente especie:
- Mitrapolymorphina cernuata, aceptada como Francuscia cernuata